# Det hemmelighedsfulde X
Det hemmelighedsfulde X er en dansk stumfilm fra 1914. Filmen var noget nær en enmandspræstation. Benjamin Christensen var både initiativtager, manuskriptforfatter, filminstruktør, hovedrolleskuespiller, producent og klipper – og debuterede på samme tid i alle fagene. Filmen var en spionthriller indvævet elementer af en melodramatisk kærlighedshistorie. Historien som sådan var forholdsvist enkel, men selve kameraarbejdet, brugen af lyskilder og klipning var det mest avancerede der var blevet præsenteret på den tid. I en scene skulle skuespillerinde Karen Sandberg forestille at tænde et elektrisk lys. Film på den tid blev optaget i naturligt sollys så Benjamin Christensen var nødsaget til filmtrick: scenen blev indhyllet i et sort klæde, Karen Sandberg trådte ind for at "tænde for lyset" – dvs. hun stod stille mens kameraet blev stoppet og mørklægningen blev fjernet og da filmen fortsatte, var scenen badet i lys. Filmen blev en stor publikumssucces da den havde danmarkspremiere i marts 1914, men uheldigvis medførte udbruddet af 1. verdenskrig nogle få måneder efter premieren store problemer med at markedsføre den i udlandet.
Filmen er optaget i filmmagasinet Ekkos filmkanon.

## Handling
Van Hauen (Benjamin Christensen) er en søløjtnant og da der udbryder krig bliver han betroede vigtige hemmelige dokumenter. Grev Spinelli (Hermann Spiro) er spion for fjenden og skaffer sig adgang til at læse dokumenterne. Et telegram indløber der indikerer at det er løjtnant van Hauen der er forræder så han bliver stillet for en krigsret. Van Hauen tror hans hustru (Karen Sandberg) har en affære med spionen grev Spinelli. I virkeligheden havde hun afvist grevens tilnærmelser. Men for ikke at bringe hende i vanskeligheder undlader han at forklarer krigsretten sagens rette sammenhæng og bliver derfor dømt til døden. Hustruen indser sammenhængen mellem et mystisk "X" i telegrammet og vingerne på en nærliggende mølle hvor de fjendtlige spioner mødes. Ved et uheld spærre grev Spinelli sig selv inde i mølles kælder, hvor han også angribes af rotter. Van Hauens hustru finder Spinelli døende og skaffer bevis for mandens uskyld kun få øjeblikke før han skal henrettes.

## Medvirkende
| Skuespiller          | Rolle                         |
| -------------------- | ----------------------------- |
| Benjamin Christensen | Løjtnant van Hauen            |
| Karen Sandberg       | Løjtnant van Hauens kone      |
| Fritz Lamprecht      | Kontreadmiral van Hauen       |
| Amanda Lund          | Gamle Jane, barnepige         |
| Hermann Spiro        | Grev Spinelli                 |
| Svend Rindom         | Lærer                         |
| Otto Reinwald        | van Hauens ældste søn         |
| Bjørn Spiro          | Johnny, van Hauens yngste søn |
| Robert Schmidt       | Sagfører                      |
| Holger Rasmussen     | Flådeofficer                  |
| Charles Løwaas       | Flådeofficer                  |
| Finn Wennerwald      | Flådeofficer                  |

## Titel
udenlandske titler:
- svensk: Det obekanta X
- engelsk: Orders under seal
- engelsk: Sealed orders
- engelsk: The Mysterious X
- tysk: Geheimnisvolle X